# Lamu
Lamu é uma cidade do Quênia situada na antiga província da Costa, no condado de Lamu, onde é sede. Segundo censo de 2019, havia 25 385 habitantes. Em 2001, a parte velha da cidade foi declarada Patrimônio Mundial da UNESCO.